# Sławomir Peszko
Sławomir Konrad Peszko (Jasło, 19 de fevereiro de 1985) é um futebolista profissional polaco que atua como meia, atualmente defende o Lechia Gdańsk.

## Carreira
Sławomir Peszko fez parte do elenco da Seleção Polonesa de Futebol da Eurocopa de 2016.

## Títulos
Lech Poznań
- Campeonato Polonês de Futebol (1): 2009/10.
- Copa da Polônia de Futebol (1): 2008/09.
- Supercopa da Polônia (1): 2009.

 Wisła Płock
- Campeonato Polonês de Futebol (1):  2005/06.
- Copa da Polônia de Futebol (1):  2006.